# Prima Restaurazione
La Prima Restaurazione è stato un periodo, nella storia della Francia, che vide brevemente il ritorno della dinastia borbonica sul trono, tra l'abdicazione di Napoleone, nella primavera del 1814, e i cento giorni nel marzo 1815. Il regime nacque dopo la vittoria della sesta coalizione (Regno Unito, Russia, Prussia, Svezia e Austria) nell'ambito della campagna della Francia, mentre il paese era stanco dei conflitti vissuti durante il Primo Impero. Mentre gli alleati erano divisi sulla persona da collocare sul trono di Francia, venne instaurato un sottile gioco tra i Borbone in esilio, le istituzioni francesi e le potenze straniere, prima dell'abdicazione dell'Imperatore, il 6 aprile, che aprì la strada a Luigi XVIII, che tornò a Parigi alla fine del mese e si stabilì al Palazzo delle Tuileries.
Il nuovo regime era costituzionale, nato per riconciliare il paese, mescolando il ritorno alla monarchia con alcuni dei principali successi della Rivoluzione francese. Per fare questo, il sovrano concesse ai francesi la Carta del 1814. Il potere reale fu ripristinato preservando parte dei diritti individuali acquisiti durante la Rivoluzione. Durante la sua breve esistenza, il regime cercò di conciliare il paese. Questo metodo deluse i monarchici più estremi, che speravano nella vendetta per i torti subiti durante il periodo rivoluzionario, mentre il ritorno al potere della Chiesa e la riduzione delle dimensioni degli eserciti crearono rapidamente nemici del regime.
Fu in questo contesto che Napoleone sbarcò in Francia l'11 marzo 1815. Con un esercito inizialmente ridotto (intorno ai 1000 uomini), federò gli insoddisfatti e marciò attraverso il paese. Il re intravide l'opportunità per sbarazzarsi di lui, ma non riuscì a fermarlo, poiché sempre più truppe si aggiungevano a quelle dell'ex imperatore. Luigi XVIII lasciò Parigi, il 19 marzo, e il regime crollò il giorno successivo, quando Napoleone arrivò alle Tuileries. La monarchia era di nuovo in esilio, a Gand. Fu solo dopo i cento giorni e la battaglia di Waterloo che Luigi XVIII tornò sul trono, inaugurando la Seconda Restaurazione.

## Dall'Impero al ritorno della monarchia

### Una situazione politica confusa

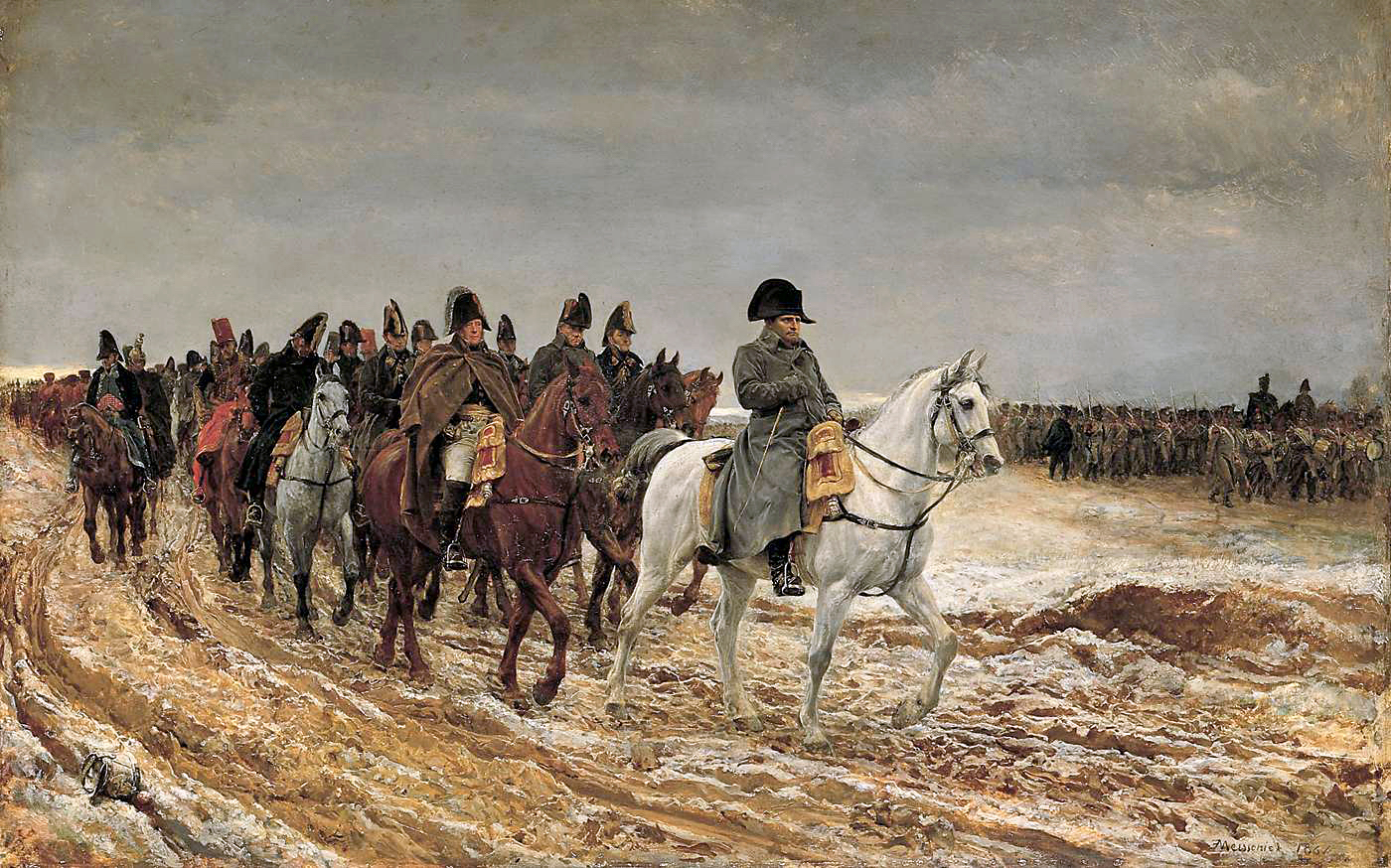
Il contesto travagliato della campagna francese era favorevole al ripristino della monarchia.

All'inizio del 1814, la Francia affrontò la sesta coalizione, formata dal Regno Unito di Gran Bretagna e Irlanda, dall'Impero russo, dal Regno di Prussia, dalla Svezia, dall'Impero dall'Austria e da diversi stati tedeschi. Le truppe di questo gruppo di paesi invasero quindi il territorio francese. Anche se Napoleone aveva ottenuto numerosi successi durante la campagna in Francia, la sua situazione militare stava diventando sempre più precaria, mentre la popolazione esprimeva fermamente il suo desiderio di pace. Più che una Restaurazione monarchica, gli alleati inizialmente progettavano di concludere una pace con Napoleone e avviare negoziati in questo senso. L'Imperatore, sopravvalutando le sue possibilità, rifiutò qualsiasi pace che privasse la Francia delle sue frontiere naturali come erano durante il colpo di stato del 18 Brumaio. Pertanto, il 1º marzo, la coalizione firmò il trattato di Chaumont con il quale le nazioni alleate giuravano di non firmare una pace separata fino all'abdicazione di Napoleone.
L'opinione della popolazione francese nei confronti della monarchia era confusa e divergeva a seconda delle regioni. Sul confine orientale, molti stavano lanciando movimenti di resistenza contro gli invasori stranieri. Al contrario, l'arrivo dei russi a Parigi venne salutato come una liberazione. La stanchezza della guerra, la rabbia suscitata dai prelievi degli eserciti occupanti e delle tasse e il desiderio dei nobili, sia dell'Ancien Régime che dell'Impero, di mantenere i loro beni e statuti unirono gran parte del popolazione sull'idea di una Restaurazione monarchica. Questa unità sembrava assicurata fino alla fine della crisi.
Gli alleati avevano interessi divergenti. L'Austria era a favore di un'abdicazione a favore del figlio di Napoleone, con una tutela affidata a sua madre Maria Luisa, cosa che avrebbe potuto pregiudicare gli altri poteri. La Russia, non molto favorevole ai Borboni, propose, da parte sua, di collocare sul trono Bernadotte, allora principe ereditario di Svezia e Norvegia, ma la sua presenza alla testa di uno degli eserciti della coalizione giocava contro di lui. La soluzione del ramo cadetto degli Orléans aveva i suoi sostenitori tra coloro che temevano un ritorno all'assolutismo, ma il futuro Luigi Filippo rifiutò. Rimaneva la soluzione borbonica, che aveva il sostegno degli inglesi. Concretamente, gli alleati, per evitare controversie all'interno della coalizione, lasciarono che gli eventi interni decidessero la direzione finale.

### In marcia verso la monarchia

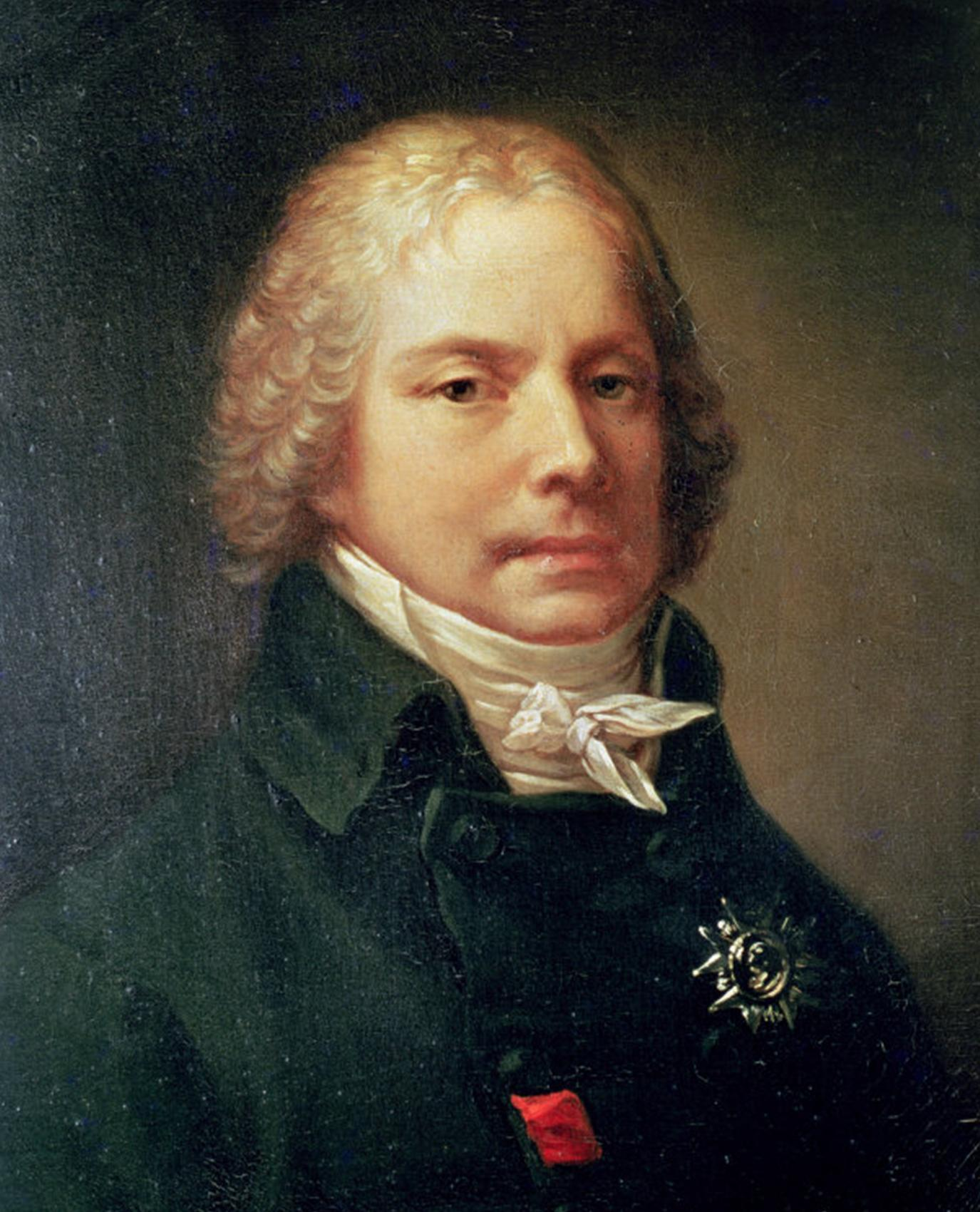
Le manovre politiche di Talleyrand permisero il ritorno della monarchia.

Se il conte di Provenza, fratello di Luigi XVI e pretendente al trono con il nome di Luigi XVIII, attendeva in Inghilterra l'evolversi degli eventi, suo fratello, il conte di Artois, seguiva gli eserciti alleati che invadevano l'Est della Francia. I Borboni, i quali temevano che gli alleati avrebbero potuto installare un'altra dinastia, dovevano occupare il terreno e generare supporto interno. Anche i due figli del conte d'Artois erano pronti ad intervenire. Il duca di Berry si trovava nell'Isola di Jersey, in attesa della rivolta in Normandia. Il maggiore, il duca di Angoulême, poté trarre profitto dall'insurrezione, del 12 marzo, dei Cavalieri della fede a Bordeaux guidati da Ferdinand de Bertier de Sauvigny. Il sindaco Jean-Baptiste Lynch si unì ai Borbone e accolse il principe lo stesso giorno, consentendogli di formare un governo provvisorio. Gli inglesi conquistarono la città, ma i negoziati erano ancora in corso con Napoleone e Wellington ritardò fino alla conclusione del trattato di Chaumont. Disordini scoppiarono anche nel sud e Lione, a sua volta, si schierò a favore dei Borboni.
Il Consiglio di Reggenza si ritirò nel sud della Loira con il resto dell'esercito imperiale. Napoleone dovette affrontare, a Fontainebleau, la pressione dei suoi marescialli, che lo spinsero ad abdicare. L'unico membro del Consiglio di Reggenza a rimanere a Parigi, Talleyrand aveva in mano l'opportunità di iniziare le trattative con lo zar Alessandro, che entrò nella capitale a capo delle truppe alleate il 31 marzo. Ma la sua azione era ostacolata dai Cavalieri della fede di Parigi, che organizzarono una manifestazione monarchica nella capitale quando entrarono le truppe alleate. Inoltre, questi ultimi ottennero la parola dell'imperatore di Russia secondo la quale il conte di Provenza sarebbe stato ripristinato sul trono. Infatti, mentre passava sotto le finestre di Madame de Semallé, moglie di Jean René Pierre de Semallé, Cavaliere della fede e uno dei principali organizzatori della manifestazione, lei disse: "Viva Alessandro se ci restituirà i Borboni!" alla quale lo zar rispose: "Sì madame, li rivedrete e vivrete con il vostro re Luigi XVIII e le belle dame di Parigi".
Talleyrand riuscì comunque a estrometterli e manovrò il Senato conservatore e l'organo legislativo, che dichiararono la decadenza dell'imperatore, il 2 aprile, e offrirono al Conte di Provenza il trono di Francia.
Il 1º aprile, la proclamazione del Consiglio Generale, ispirata da Nicolas François Bellart, fece una buona impressione della sua legittimità sulla borghesia parigina.
Talleyrand nel frattempo aveva convinto lo zar, sfavorevole ai Borboni, che la Restaurazione era l'unico modo per rimuovere definitivamente Napoleone. Ma i francesi volevano che fosse fatta alle loro condizioni. Ottennero la designazione di un governo provvisorio di cinque membri che soppiantò i commissari reali che avevano ottenuto importanti poteri dal Conte di Artois, e il 6 aprile fece adottare una Costituzione di spirito monarchico, vicina alla Costituzione del 1791. L'articolo 2 specificava: "Il popolo francese chiama liberamente sul trono di Francia il fratello dell'ultimo re".
Il testo doveva essere presentato al popolo francese, e Luigi XVIII doveva giurare di osservarlo personalmente e farlo osservare, il che non soddisfaceva i realisti, che ritenevano che il re avrebbe dovuto governare senza il consenso del popolo. Alcuni arrivarono al punto di dire che una costituzione sarebbe stata, per definizione, regicida.
Lo stesso giorno, Napoleone accettò di abdicare e concluse il Trattato di Fontainebleau che firmò il 14 aprile seguente. Diventò sovrano del principato dell'isola d'Elba e gli venne promesso il pagamento, da parte della Francia, di una rendita vitalizia.

### Il gioco dei Borboni e il ritorno alla pace

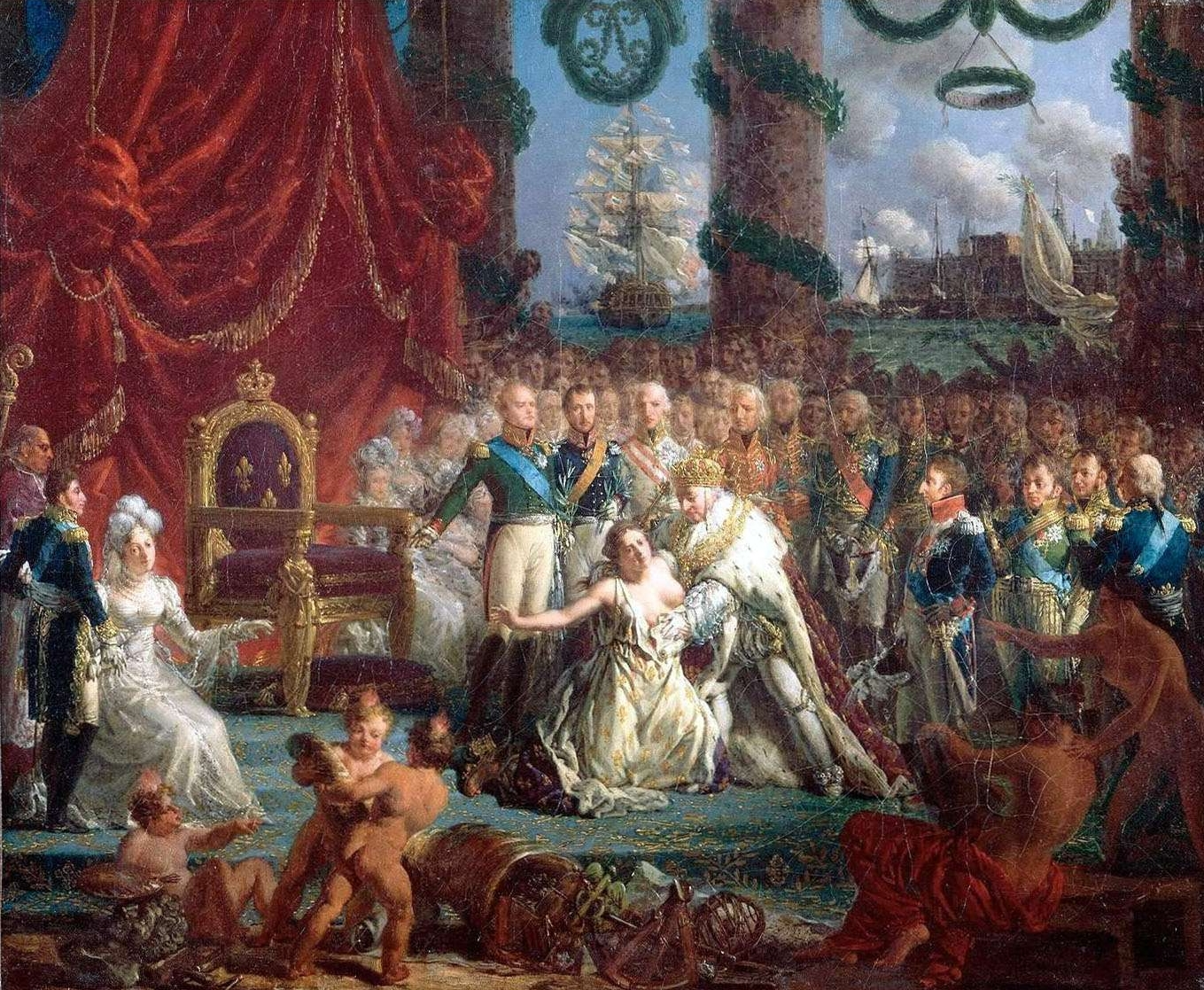
Luigi XVIII "rialza" la Francia, allegoria del ritorno dei Borbone di Louis-Philippe Crépin

Il 12 aprile, il conte di Artois fu accolto calorosamente dalla popolazione quando entrò a Parigi indossando la coccarda bianca, simbolo realista, e il popolo implorava la pace e l'unità. Il re rispose: 
"Mai più divisioni, mai più divisioni, la pace è la Francia; io la rivoglio, e niente è cambiato, eccetto che c'è un francese in più", ma questa smania popolare fu solo temporanea. Il Senato gli riconobbe il titolo di tenente generale del regno, ma ci volle l'insistenza di Talleyrand e Fouché, di ritorno a Parigi, per fargli accettare, senza convinzione, i principi del progetto di Costituzione, astenendosi tuttavia dal prestare giuramento sul testo. Mantenne il governo in carica aggiungendo i marescialli Oudinot e Moncey e Vitrolles, il suo consigliere personale. Ostile al liberalismo, mantenne, oltre a questo governo, un governo ombra, composto da emigranti e controrivoluzionari, che suscitò paura tra i bonapartisti in rivolta. La bandiera bianca sostituì il tricolore, con sgomento dei soldati già colpiti dalla sconfitta.
Luigi XVIII arrivò a Calais il 24 aprile. Il 2 maggio, la dichiarazione di Saint-Ouen, dinanzi ai senatori che andarono a riceverlo, mise in discussione il carattere sovrano del popolo e fece riferimento a una commissione che si sarebbe occupata di "ottimizzare" il testo costituzionale votato dal Senato, mentre esprimeva l'impossibilità di un puro e semplice ritorno all'Ancien Régime. Formulò anche una serie di critiche che richiedevano correzioni al testo, promettendo che i principi essenziali sarebbero stati preservati. Si proclamò "Luigi, per grazia di Dio, re di Francia e di Navarra" titolo del quale si era appropriato dalla morte del figlio di Luigi XVI nel 1795. Questa idea di continuità monarchica tra i regni di Luigi XVI, Luigi XVII e Luigi XVIII, come una negazione del periodo rivoluzionario, era molto presente nelle parole del re. Il 3 maggio, proveniente dal castello di Saint-Ouen, fece il suo solenne ingresso a Parigi dallo sbarramento Saint-Denis e raggiunse il palazzo delle Tuileries dopo aver ascoltato un Te Deum nella Cattedrale di Notre-Dame. Il nuovo governo, che voleva essere di riconciliazione, venne istituito il 13 maggio dove gli ex emigranti rimasero una minoranza.
Il 30 maggio venne conclusa la pace con gli alleati: il primo trattato di Parigi ripristinò la Francia entro i suoi confini del 1792, con alcuni guadagni territoriali intesi a risparmiare i sentimenti dei francesi. D'altra parte, ci furono perdite per quanto riguardava le colonie: Tobago, Saint Lucia e Île de France. La Francia non doveva pagare alcun risarcimento o soffrire occupazione e doveva avere una rappresentanza al Congresso di Vienna. Questi accordi favorevoli furono ottenuti da Talleyrand e dallo zar Alessandro. La perdita delle conquiste imperiali, che divenne oggetto di malcontento, fu a lungo usata dai liberali per criticare la monarchia.

## Funzionamento del regime

### La Carta

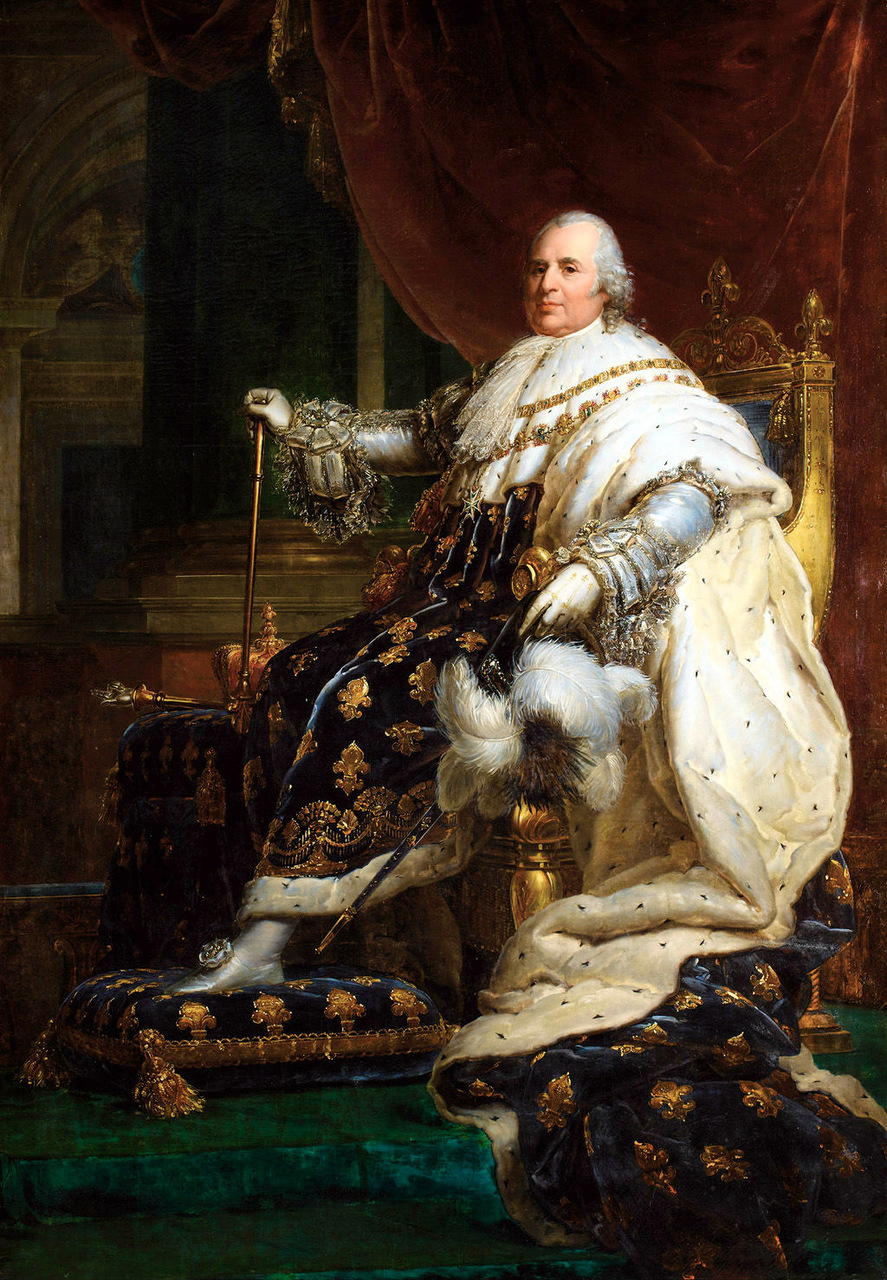
Pur essendo un compromesso con l'eredità rivoluzionaria, la Carta del 1814 concedeva un posto preponderante al sovrano, Luigi XVIII.

Prima che gli alleati lasciassero la Francia, era necessario elaborare una costituzione. Luigi XVIII non poteva concepire di tornare sul trono di Francia su richiesta del popolo. Rifiutò il progetto di Costituzione approvato dal Senato e affidò a una commissione di composizione variegata (ex emigranti, costituenti, nobili dell'Impero) la redazione di nuovo testo. Invece di usare il termine "costituzione" decise di parlare di una "Carta", concessa dal sovrano il 4 giugno 1814, nella continuità delle concessioni offerte dai suoi predecessori. Questo desiderio di collegarsi al passato era onnipresente, specialmente nei termini usati: il testo voleva "ricollegare la catena del tempo", trascurando il Primo Impero francese e la rivoluzione quando si parlava di "diciannove anni di regno" del sovrano, sottintendendo così che Luigi XVIII fosse re dalla morte di suo nipote nella prigione del Tempio nel 1795, e scrivere la carta nella linea delle concessioni fatte da Luigi VI all'inizio del XII secolo. Il sovrano rinunciò, tuttavia alla, tradizione dell'incoronazione, per non offendere i moderati.
La Carta voleva essere un testo di compromesso, conservando molti dei successi della Rivoluzione e dell'Impero, mentre ripristinava la dinastia borbonica. Pertanto, la sua prima parte riconosceva l'uguaglianza davanti alla legge, sulla tassazione, sull'accesso al pubblico impiego, sulla libertà religiosa (sebbene il cattolicesimo fosse riconosciuto come religione di stato) e sulla libertà di stampa. Il caso dei beni nazionali venne trattato a favore dagli acquirenti del periodo rivoluzionario: solo i beni che non erano stati venduti vennero restituiti agli emigranti. Venne dichiarata un'amnistia politica per tutti gli eventi precedenti al 1814. La Carta stabilì un regime dominato dalla persona del re, che aveva un ruolo fondamentale nelle istituzioni: "l'intera autorità (risiede), in Francia, nella persona del Re" che poteva dichiarare guerra e firmare la pace, governare con ordinanze se la situazione lo avesse richiesto e la sua persona era inviolabile. Aveva poteri esecutivi, legislativi e giudiziari. Era lui che proponeva e promulgava le leggi, e poteva, a suo piacimento, sciogliere la Camera dei deputati o modificare la maggioranza della Camera dei Pari nominando nuovi membri.
Le camere condividevano quindi il potere con il re e potevano "supplicarlo di proporre una legge su qualunque argomento". La Camera dei deputati aveva la priorità nell'esame del diritto tributario, ma questo poteva essere istituito solo con il consenso di entrambe le camere. La camera dei deputi era eletta a "suffragio censuario" da elettori di più di 30 anni e che pagavano 300 franchi di tasse. Il corpo elettorale si elevò a 110 000 francesi, e non contava che 16 000 persone rispondenti ai criteri di eleggibilità, in una popolazione di 30 milioni di abitanti. Il numero dei deputati passò da 262 a 395. Per quanto riguardava la Camera dei Pari (camera alta), i componenti erano nominati dal re e rimanevano in carica a vita. Il re nominò i 154 pari del regno il 7 marzo 1814. Le camere disponevano di maggior potere rispetto ai tempi dell'Impero. Per quanto riguardava le questioni giudiziarie, la monarchia si basava principalmente sulle conquiste napoleoniche, in particolare sul Codice napoleonico.
Questo testo, redatto sotto il segno del compromesso, suscitò delusione. I monarchici più impegnati, in particolare i Cavalieri della fede, credevano che il re non avrebbe dovuto accettare un testo costituzionale e avrebbe dovuto regnare di diritto alla maniera dell'Ancien Régime. Anche il modello del regime ad ispirazione britannica venne criticato. Tuttavia, il testo rimase sufficientemente oscuro e ambiguo perché tutti potessero trovarvi qualcosa di buono e la sua applicazione futura rimaneva poco chiara, il che avrebbe potuto portare a una monarchia costituzionale in stile inglese o ad un assolutismo limitato, grazie in particolare all'articolo 14 che autorizzava il re a legiferare con ordinanze per questioni riguardanti la "sicurezza nazionale"..

### Prima politica di Restaurazione

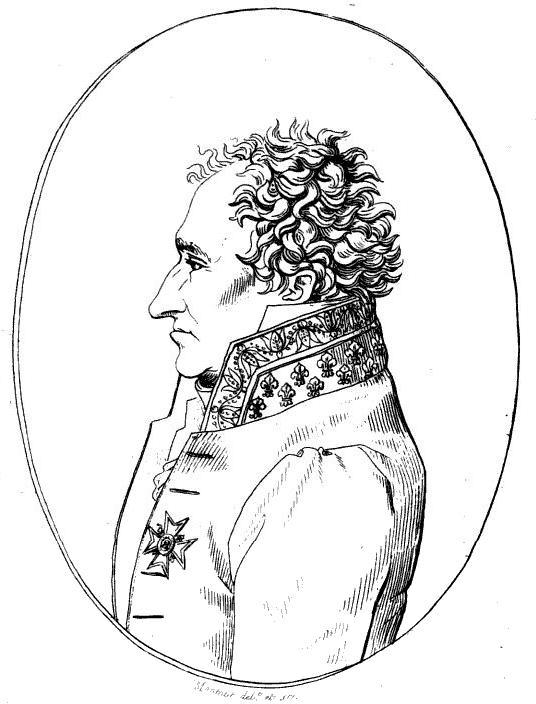
Il barone Louis fu, per la sua politica di bilancio, l'uomo chiave della Prima Restaurazione

Intorno al re, la corte era organizzata sul modello dell'Ancien Régime con la creazione di una Maison du Roi e una Maison militaire. Il governo non aveva un capo; questo ruolo avrebbe potuto essere ricoperto da Talleyrand, ma quest'ultimo era monopolizzato nella rappresentanza della Francia al Congresso di Vienna. I ministri siedevano in un Consiglio "dall'alto" e competevano con un Consiglio privato, organi che copiavano l'Ancien Régime. Divisi, i membri del governo presero quindi l'abitudine di trattare separatamente e direttamente con il monarca. Inoltre, gli ambasciatori britannico e russo, Wellington e Pozzo di Borgo, seguirono da vicino le azioni del governo e vennero coinvolti in importanti dibattiti politici.
Lontano dalla Francia e dalla sua gente per molti anni, il re aveva istituito un importante sistema di indagini e statistiche, durante la primavera e l'estate del 1814, al fine di avere un quadro preciso dello stato d'animo del paese. Approfittò anche della libertà di stampa per conoscere le critiche mosse al regime. Si assicurò anche che la nobiltà dell'Impero fosse trattata con rispetto in modo che fosse fedele al nuovo regime. Nell'amministrazione, sia tra sindaci o prefetti, sia nella massa dei dipendenti pubblici, l'epurazione fu molto limitata, nella misura in cui le persone furono pronte ad allinearsi con la monarchia. Anche i regicidi non erano molto preoccupati. Pertanto, su 87 prefetti, c'erano solo sette emigranti su 31 funzionari imperiali.
L'uomo chiave del periodo fu il barone Louis, ministro delle finanze, responsabile del ripristino delle finanze dello stato. Conservò le basi fiscali dell'Impero, in particolare i diritti uniti (che presero il nome di "contribuzioni indirette" e colpirono i prodotti comuni, come il vino e il sale, contribuendo all'impopolarità del regime presso i poveri) e questo nonostante le promesse fatte, dal conte di Artois, che questa tassa sarebbe stata eliminata. Il ministro delle finanze confermò la regolarità delle acquisizioni dei beni nazionali e decise di pagare i debiti dello Stato, di mettere in vendita 300000 ettari di foreste, una buona parte delle quali era stata confiscata al clero durante la Rivoluzione. La proprietà dei beni nazionali, da parte dei loro acquirenti durante la Rivoluzione, fu così ribadita, il che rassicurò la borghesia commerciale. Inoltre, Luigi XVIII mostrò un desiderio di perdono, oblio e riconciliazione nazionale: mirava all'amalgama delle élite (che si rifletteva in particolare nella composizione della Camera dei Pari che mescolava senatori dell'Impero e nobili appena arrivati), attirando molti intellettuali e liberali. D'altra parte, gli emigranti, che ritornavano dopo due decenni di assenza e speravano nella restituzione dei loro beni, moltiplicarono le richieste reazionarie e cercarono i privilegi persi con la Rivoluzione.
Il clero impose processioni, cerimonie espiatorie alle vittime della Rivoluzione, proibì i balli domenicali e talvolta rifiutò persino i sacramenti ai proprietari delle proprietà nazionali. Nel sud del paese avvennero abusi contro gli ugonotti che ricordavano il tempo della Lega cattolica. Questo clima era favorito dal potere che rendeva obbligatorio il riposo domenicale. La Chiesa ottenne l'abolizione del monopolio universitario (ordinanza del 5 ottobre 1814) e quindi un vescovo presiedeva il Consiglio reale della pubblica istruzione.
Nel quadro della politica di bilancio, la forza lavoro dell'esercito venne ridotta e il bilancio ridotto di un terzo. Il 12 maggio, Luigi XVIII emise un'ordinanza che riorganizzava il corpo di fanteria dell'esercito francese per "determinare la forza e l'organizzazione della fanteria dell'esercito francese in tempo di pace" e che aveva abbandonato il tricolore a favore della bandiera bianca del regno di Francia. I sopravvissuti della Guardia Imperiale vennero dispersi in guarnigioni distanti. Gli ufficiali inattivi e pagati a metà del salario, non comprendevano gli onori che venivano talvolta tributati agli emigranti che avevano reso servizio negli eserciti ostili alla Repubblica e all'Impero, e che quindi avevano attaccato la Francia. Inoltre, i giovani ufficiali vedevano con dispetto sfuggire loro una carriera promettente. Pertanto, se la politica fiscale era guidata dal desiderio di una ripresa del paese, era anche molto goffa. L'opposizione si stava svegliando. Tra il popolo era evidente un ritorno all'Ancien Régime, alla corte fastosa delle Tuileries e all'etichetta obsoleta di una nobiltà che sembrava non aver imparato nulla do di aver dimenticato.

## Un breve regime

### Malcontento e il ritorno dell'Imperatore

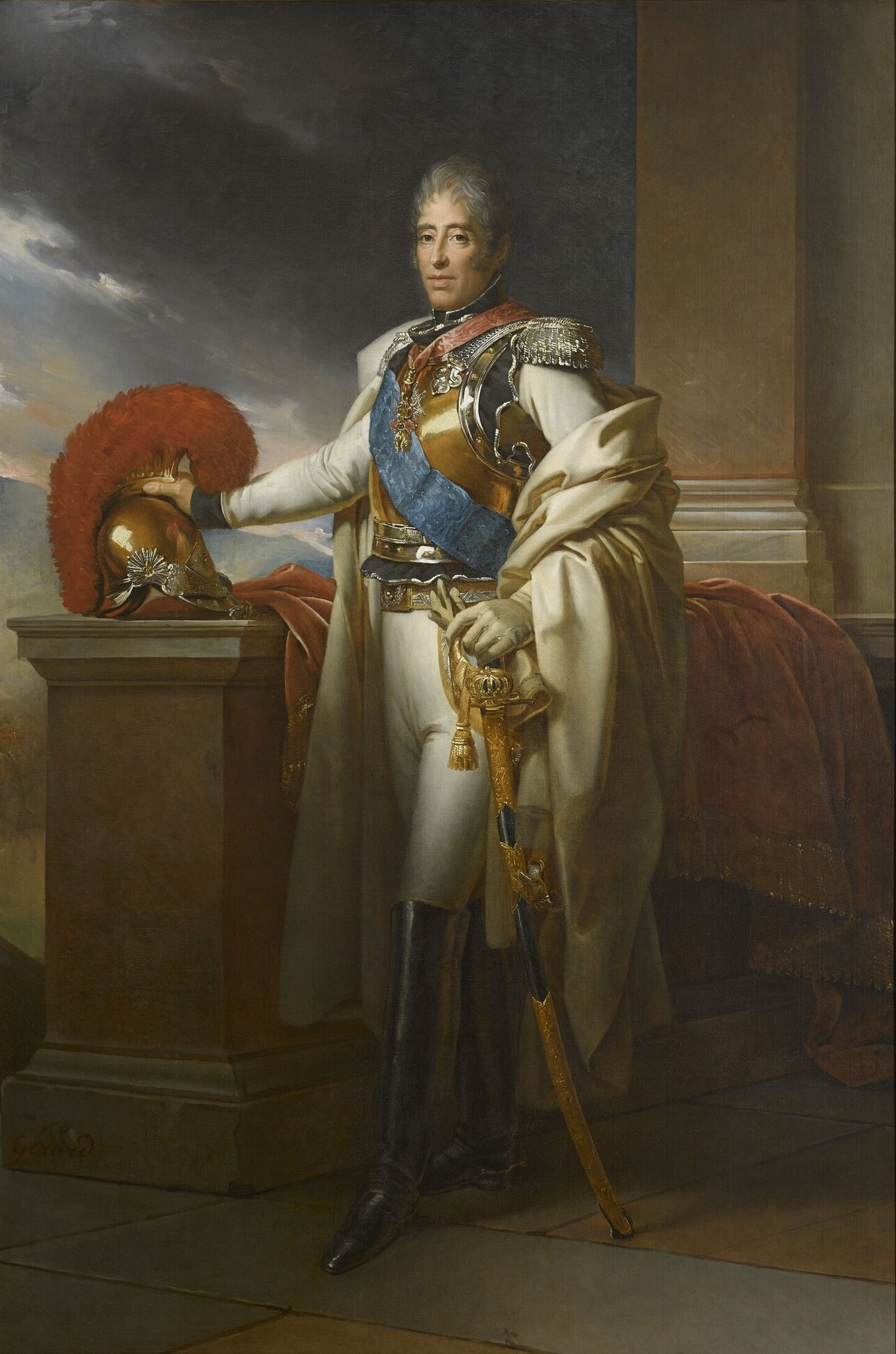
Parte dei monarchici delusi dalla Carta di radunarono attorno al fratello del re, il conte di Artois.

L'accettazione del regime si basava sulla pace tanto desiderata dai francesi. Tuttavia, dopo alcuni mesi, la Restaurazione iniziò a generare delusioni. Una certa amarezza, nei confronti di un Luigi XVIII che non sarebbe andato abbastanza lontano dal ritorno all'Antico Regime, non era gradita ai realisti più impegnati, che si radunarono attorno al fratello del re, il Conte di Artois, erede al trono. Se il re voleva soprattutto porre il suo regime sotto il segno dell'oblio e del perdono, per unire il paese, questi Ultras e la Chiesa, danneggiavano questa causa con i loro eccessi. Pertanto, misure come l'obbligo del riposo domenicale portarono a scoppi di anticlericalismo.
Il malcontento stava emergendo anche tra i militari: i tagli al bilancio e il licenziamento dei tre quinti dell'esercito imperiale provocarono il loro sgomento. Molti ex soldati non erano in grado di tornare alla vita civile in buone condizioni di salute, specialmente quelli più anziani, incapaci di riadattarsi alla vita civile. L'occupazione straniera di alcune regioni e la sconfitta dell'Impero danneggiarono anche la sensibilità patriottica delle province, e molti erano coloro che evevano una vaga visione di un regime che sembrava essere soggetto alle potenze straniere. L'inerzia del governo di fronte alle difficoltà che colpivano le classi popolari e il mantenimento dei diritti, compresa un'imposta molto impopolare sulle bevande, contribuirono alla rabbia della gente nei confronti del regime. In una violenta Memoria indirizzata al re, pubblicata clandestinamente ma ampiamente diffusa, nel luglio 1814, Lazare Carnot espresse questo crescente malcontento e le lamentele rivolte a Luigi XVIII. Anche i critici erano toccati dalla censura che veniva gradualmente ripristinata.
Di fronte a questa impopolarità, Napoleone, recluso all'Isola d'Elba, apparve come l'uomo in grado di raccogliere i disaffezionati. L'imperatore, a cui il regime aveva deciso di non pagare il vitalizio promesso, era sempre più esasperato dalla sua situazione e prevedeva di agire. L'11 marzo 1815, sbarcò, con mille uomini, nel Golfe-Juan nei pressi di Vallauris, pronto a prendere il potere.

### Verso i cento giorni e la Seconda Restaurazione

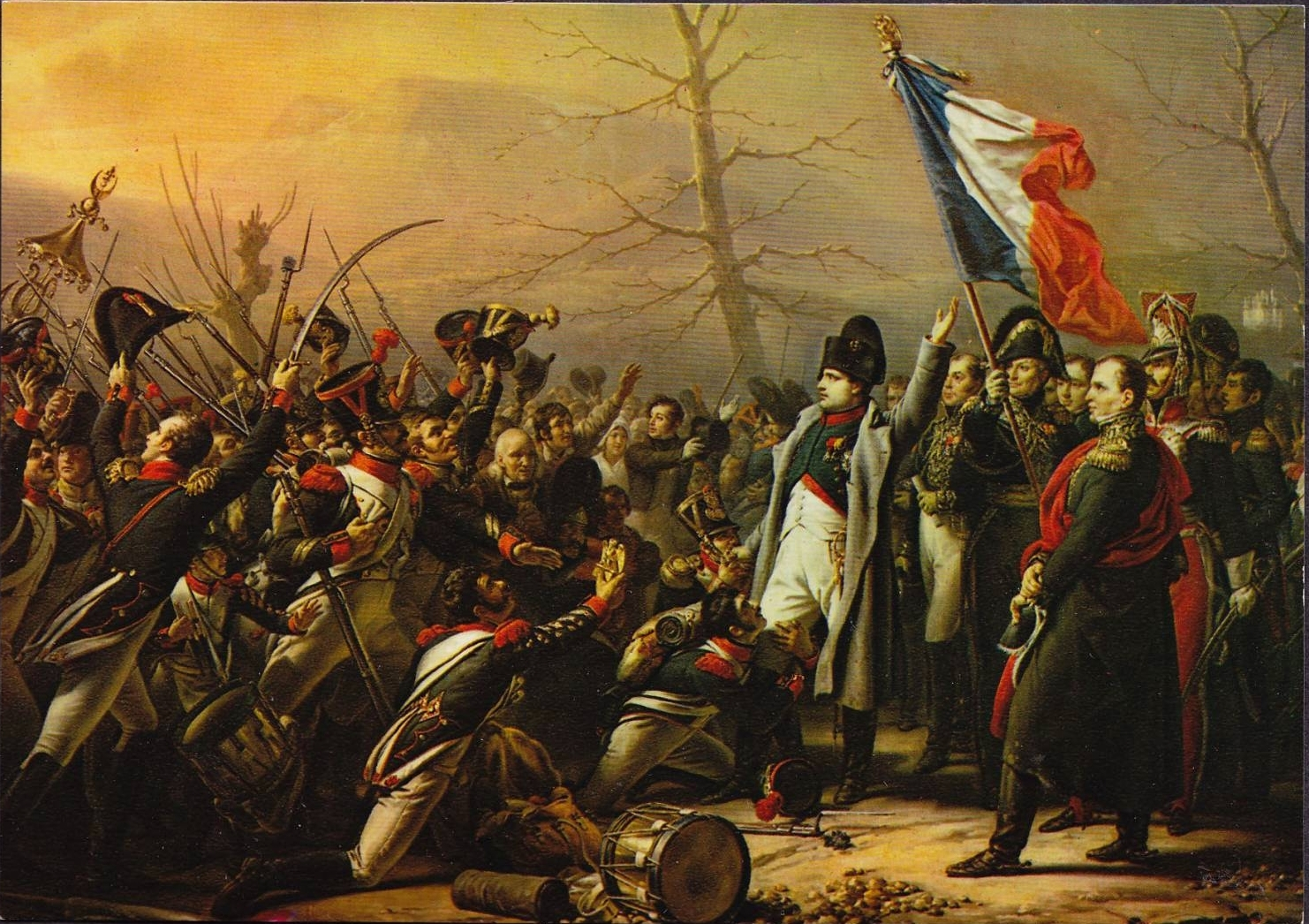
Durante la marcia, verso Parigi, di Napoleone, un gran numero di truppe inviate per arrestarlo si unirono alla sua causa.

La progressione di Napoleone nel sud della Francia avvenne facilmente e ad alta velocità. Il 7 marzo, raggiunse Grenoble dove ricevette un'accoglienza trionfale che confermò la sua speranza di successo. All'inizio il potere reagì tranquillamente: per Luigi XVIII, questa poteva essere un'opportunità per sbarazzarsi dell'imperatore una volta per tutte. A tutti i soldati venne ordinato di arrestarlo. Il re mandò il conte d'Artois e il maresciallo Macdonald a Lione per bloccargli la strada, ma le dimostrazioni dei lavoratori e la diserzione dei soldati che difendevano la città, che si unirono ai primi contingenti imperiali, li fecero fuggire, provocando la preoccupazione del governo. Man mano che gli eserciti napoleonici progredivano, Luigi XVIII fece appello alle Camere per difendere la Carta per unire l'opinione pubblica. Se il suo appello richiedeva il sostegno dell'assistenza, un'efficace mobilitazione era molto debole e la difesa di Parigi si prospettava impossibile.
Il famoso maresciallo Ney, che era partito per arrestare Napoleone, sembrava essere l'ultima speranza per la monarchia. La sua alleanza con l'Imperatore fu quindi un duro colpo per il regime. Le soluzioni che vennero offerte al re erano ridotte. Alcuni di quelli che lo circondavano speravano in una rivolta in Vandea, ma altri vedevano la fuga come l'unica soluzione possibile. Il re decise di lasciare Parigi il 19 marzo e Napoleone entrò nel Palazzo delle Tuileries il giorno successivo. Luigi XVIII attraversò il confine, il 23, e si ritirò a Gand. Nelle province, vennero ancora realizzate alcune azioni a favore del sovrano. Vitrolles cercò di formare un governo monarchico a Tolosa, ma venne arrestato. A Bordeaux, la duchessa di Angoulême, figlia di Luigi XVI, stava cercando di sollevare la guardia. Allo stesso tempo, suo marito provò a marciare con l'esercito su Lione. Tutti questi sforzi, tuttavia, si conclusero con un fallimento.
Durante questo periodo dei cento giorni, Luigi XVIII organizzò un governo a Gand, dove lo seguirono alcuni fedelissimi come Chateaubriand. Luigi XVIII era tuttavia consapevole che il destino del suo trono era nelle mani delle potenze straniere che dovevano rovesciare l'imperatore. La cosa avvenne il 18 giugno 1815 nella battaglia di Waterloo. Quattro giorni dopo, Napoleone abdicò di nuovo. Approfittando di una sconfitta per tornare al potere, il re, realizzò di fatto una Seconda Restaurazione, ma si trovò associato a uno sfortunato ricordo che pregiudicò la popolarità del regime fino alla sua fine nel 1830.